# Fußball-Club Ismaning
Il Fußball-Club Ismaning è una società calcistica tedesca della città bavarese di Ismaning.

## Storia
La squadra fu fondata nel 1921 da settecento soci e giocò in campionati di basso livello fino alla metà degli anni '90, quando si conquistò per la prima volta l'accesso alla Landesliga Bayern-Süd (V). Nel 1999–2000 vinse il campionato, ottenendo la promozione per la Oberliga Bayern (IV), ed anche la Coppa di Baviera. La vittoria della coppa regionale le garantì la partecipazione alla Coppa di Germania, dove perse al primo turno con il Borussia Dortmund per 4-0.
Il 21 maggio 2011 ha vinto la Oberliga Bayern con un 4-1 al SV Seligenporten, ma ha rifiutato la promozione in Regionalliga.

## Palmarès
- Oberliga Bayern (V): 2011
- Landesliga Bayern-Süd (V) : 2000
- Bezirksliga Oberbayern-Ost (VI) : 1994
- Coppa di Baviera: 2000